# Thomson (sous-marin)
Pour les articles homonymes, voir Thomson.
Le Thomson (SS-20) est un sous-marin de la marine chilienne, de type 209-1300 et de conception allemande.